# Daïra de Kenadsa
La daïra de Kenadsa est une daïra d'Algérie située dans la wilaya de Béchar et dont le chef-lieu est la ville éponyme de Kenadsa.

## Communes de la daïra
La daïra de Kenadsa comprend deux communes :
- Kenadsa
- Meridja

La population totale de la daïra est de 14 630 habitants pour une superficie de 5 040 km2.